# 庫德林齊 (特諾皮爾州)
48°36′53″N 26°17′16″E / 48.61472°N 26.28778°E
庫德林齊（羅馬化：Kudryntsi）是烏克蘭的村落，位於該國西部捷爾諾波爾州，由喬爾特基夫區負責管轄，處於茲布魯奇河畔，距離扎瓦利亞2.5公里，面積3.87平方公里，2001年人口1,582。